# NGC 6424
NGC 6424 este o galaxie situată în constelația Dragonul. A fost descoperită în 5 august 1885 de către Lewis A. Swift.